# Amstrad
Amstrad est une entreprise d'électronique grand public créée par Alan Michael Sugar au Royaume-Uni, et basée à Brentwood dans l'Essex, Angleterre. Le nom est une contraction de Alan Michael Sugar TRADing. Anciennement connue en France pour ses ordinateurs, elle appartient depuis 2007 à la British Sky Broadcasting (BSkyB).
Dans les années 1980, l'entreprise a lancé la gamme d'ordinateurs personnels populaires Amstrad CPC au Royaume-Uni, en France et en Allemagne, et aussi la gamme d'ordinateurs professionnels Amstrad PCW, qui fut principalement un interpréteur sous le système d'exploitation CP/M.
L'entreprise s'est adaptée avec le temps et a produit par la suite une gamme d'ordinateurs personnels bon marché tournant sous MS-DOS, dont le premier était l'Amstrad PC-1512.
Initialement montée pour distribuer du matériel électronique bon marché, Amstrad développe aujourd'hui des récepteurs satellite numériques pour BSkyB et Sky Italia.

## Le CPC: un produit de consommation de masse

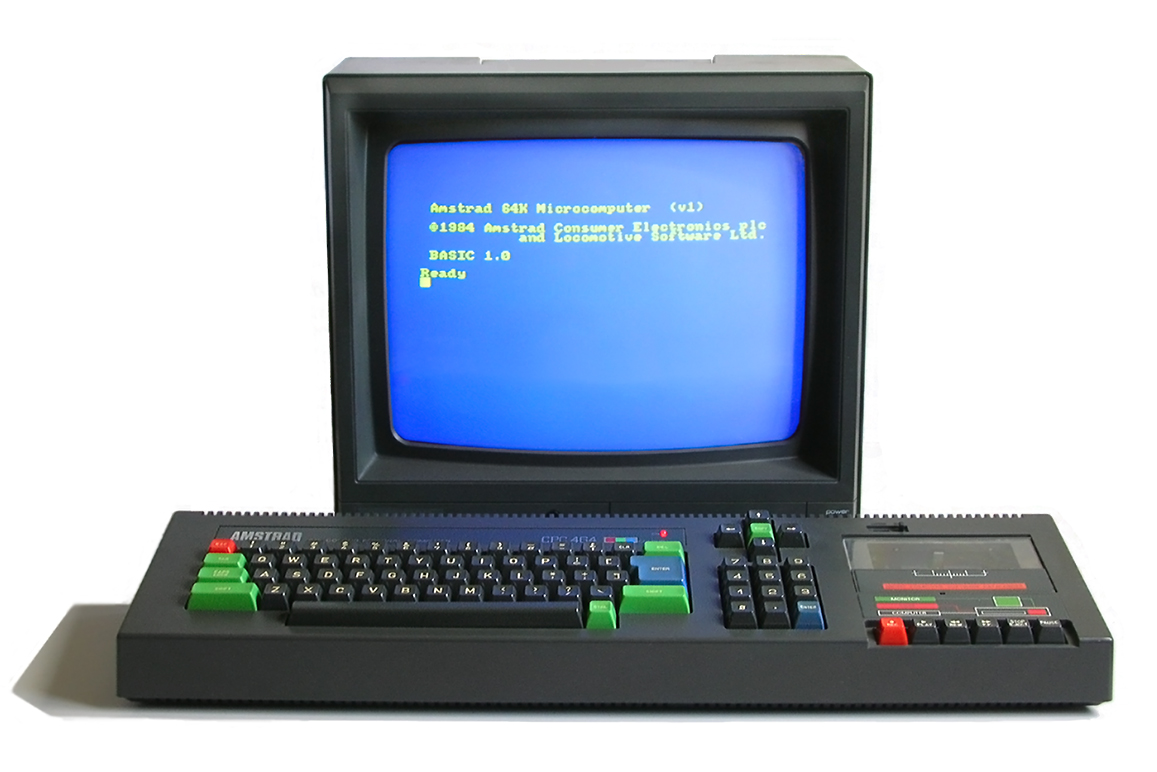
Amstrad CPC 464

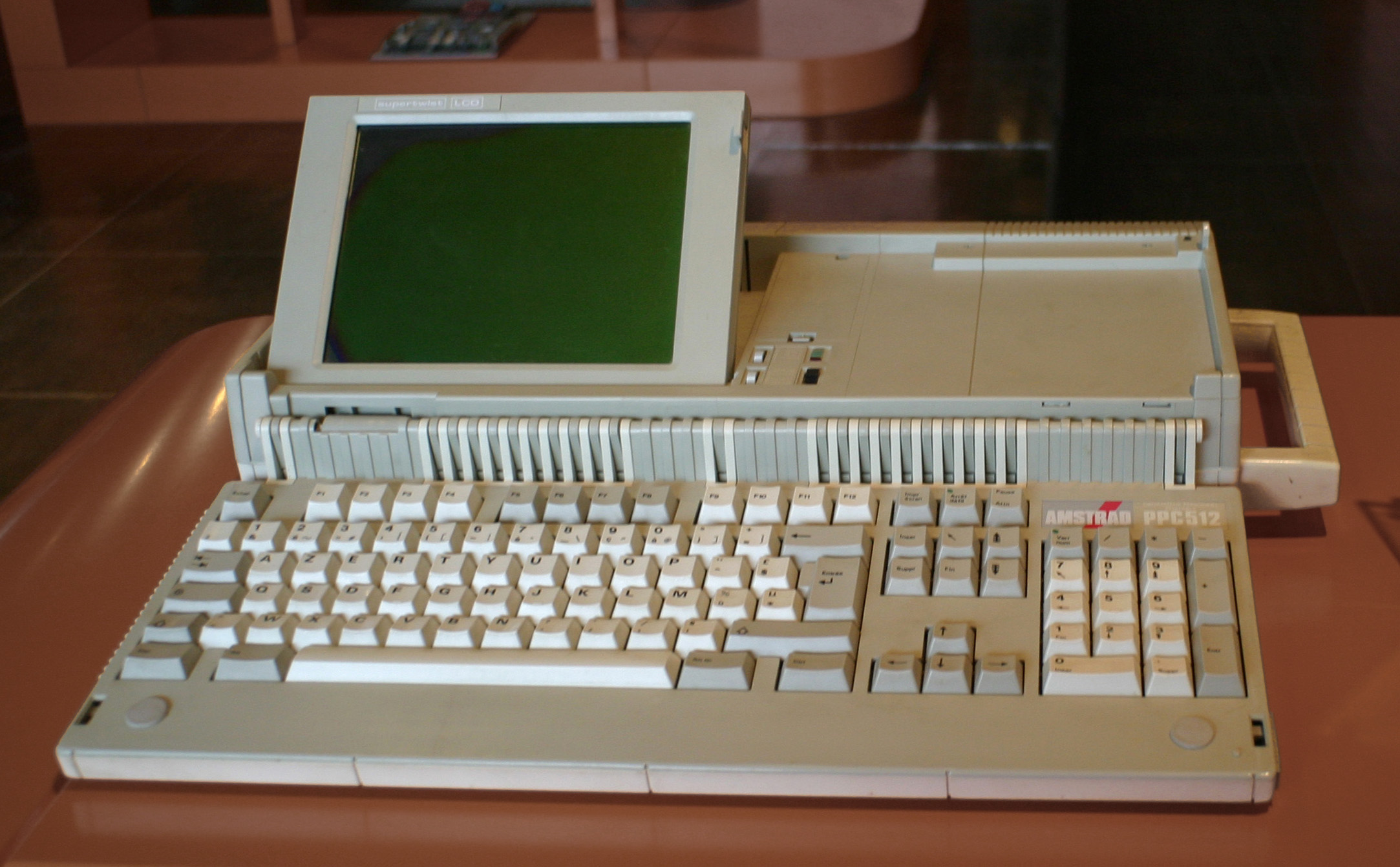
Amstrad PPC512

Amstrad Ltd Co. était au départ un constructeur présent sur le marché de la Hi-Fi. Son PDG, Alan Michael Sugar n'est ni un informaticien ni un novateur, mais un entrepreneur ambitieux et talentueux, apôtre de la consommation de masse. En 1984, sans doute inspiré par les succès de Sir Clive Sinclair, il se lance sur le marché de la micro-informatique domestique en commercialisant une machine qui réunit tout le savoir-faire anglo-saxon en la matière (une architecture à base de Z80, sur un marché alors déjà ancien).
Les 8 bits sont alors commercialisés en grande surface depuis plusieurs années en Europe, mais Amstrad est la première marque qui s'implique vraiment sur ce créneau de distribution, notamment par un marketing agressif qui cible le grand public. Son succès rapide s'explique par l'essor que connaît alors la consommation de masse et par la multiplication des hypermarchés distribuant la marque. Parallèlement, A. M. Sugar est omniprésent dans la presse informatique.
Une stratégie identique gouverne le packaging : le premier modèle d'Amstrad, le CPC 464 pour Colour Personal Computer, réunit pour la première fois et à un prix abordable tout ce qui est nécessaire à l'utilisateur, avec une qualité supplémentaire : l'intégration. Cette dernière est jusque-là demeurée l'apanage des seules machines de luxe (Apple ou IBM). Le CPC 464, quant à lui, est fourni avec un moniteur monochrome (noir et vert) ou couleur, un lecteur de cassettes, un confortable clavier mécanique doté d'un pavé numérique, et un petit haut-parleur. Il se démarque de la concurrence par un design harmonieux et coloré qui doit beaucoup à l'Oric Atmos. Le marché visé est d'emblée européen mais c'est en Angleterre et en France que les Amstrad CPC vont s'imposer comme machines grand public par excellence.
Le constructeur sort rapidement deux nouveaux modèles équipés d'un lecteur de disquette 3" en lieu et place du lecteur de cassette : le CPC 664 au printemps 1985, au clavier bleu clair et blanc, sera remplacé dès l'automne suivant par le CPC 6128, au sobre clavier gris, doté de 128 ko de RAM (sous forme de deux banks séparés, seuls 64 ko étant adressables).
En matière de programmation, le langage BASIC des Amstrad conçu par Locomotive Software est des plus rapides, souple et puissant à la fois, avec un éditeur intégré, malheureusement « ligne à ligne ». Autre facteur de succès, la documentation est correctement traduite et de qualité. Bien fourni en logiciels maison dès l'origine (ils sont signés AmSoft), c'est le volume de ventes et le soutien des éditeurs de jeux anglo-saxons qui vont faire des CPC les rivaux du Commodore 64 en Europe.

## Les PCW: Amstrad tente de gagner le marché des professionnels
Reprenant les principes qui ont fait le succès de sa gamme à usage domestique, Amstrad sort dans la deuxième moitié des années 1980 une gamme PCW, destinée à conquérir le marché à usage professionnel. Là aussi, le postulat est d'intégrer à un prix abordable un système d'exploitation éprouvé le CP/M et les outils de base (tableur, traitement de texte, imprimante, écran, clavier) à un prix forfaitaire abordable pour l'époque. Malgré l'arrivée des premiers PC compatibles, le PCW trouvera sa place avec 8 millions d'unités vendues.
Amstrad est l'un des derniers constructeurs de micros 8 bits encore en lice en 1987, mais sa politique orientée produits grand public à prix cassés ne lui permettra pas de dégager des bénéfices suffisamment importants pour s'imposer sur le marché des compatibles PC, qui explose à la fin des années 1980. La marque existe encore aujourd'hui. Le succès (relatif) de sa première gamme destinée aux professionnels, les PCW, s'explique plus par la notoriété de la gamme que par leur réel intérêt.

## Du PC pour tous à la fin de l'aventure

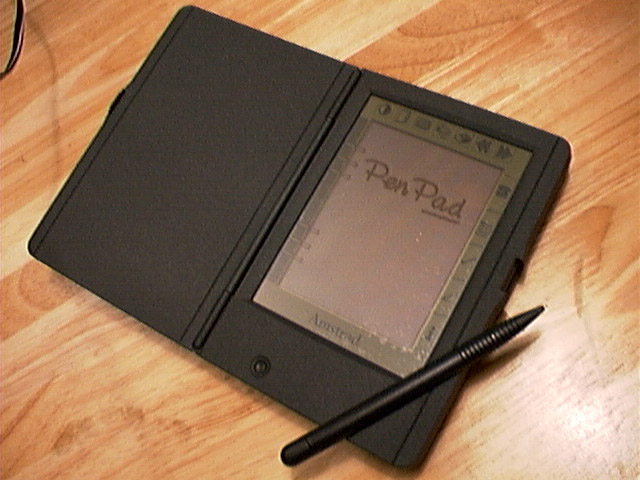
Amstrad PenPad (1993)

Alan Sugar comprend très rapidement que le marché de l'informatique domestique finira par disparaître : le marché professionnel est porteur et à terme le PC s'imposera autant sur le marché familial que dans l'entreprise. Ainsi, Amstrad se lance dans les compatibles PC. Leur première machine est révolutionnaire dans sa conception (intégration des composants notamment) et son prix : c'est le PC-1512 qui sera bientôt suivi par le PC-1640. Amstrad capture jusqu'à 25% du marché du PC. Bill Gates et Andry Groove, les PDG de Microsoft et d'Intel se déplacent même en Angleterre pour rencontrer Alan Sugar chez lui et pour comprendre comment il a réussi ce tour de force. L'innovation continue avec la série des PC-2000 : Amstrad ne pouvant copier le système IBM PS/2 car la licence est trop chère se doit d'innover. Or, des problèmes sur les contrôleurs des disques durs, problèmes dus à deux fabricants différents, entraîne le rappel des machines. L'image d'Amstrad est écornée et cette dernière obtiendra gain de cause en 1996 et touchera des millions de la part des deux fabricants américains en cause. En 1993, Amstrad lancera le MégaPC : un PC hybride intégrant une console de jeux mégadrive mais le succès sera modeste. Le dernier PC d'Amstrad, l'IntegraPC à base de Pentium, sortira en 1995.
Au milieu des années 1990, le marché étant saturé, la marque doit renoncer à ses conquêtes et se replier sur son créneau originel : la Hi-Fi et la vidéo, puis les décodeurs satellites. À l'aube des années 2000, Amstrad lance le e-mailer, un téléphone capable d'envoyer des emails puis de nouveaux modèles jusqu'en 2004 permettant la visioconférence.
En 1997, la société Amstrad Consumer Electronics Plc est liquidée par Alan Sugar assez subtilement : les actions de la firme sont scindées en deux et distribuées aux actionnaires de deux entreprises possédées par Amstrad : Betacom et Viglen. Amstrad Consumer Electronics Plc est sorti alors de la bourse. Mais, quelques mois plus tard, Betacom qui est cotée change de nom et devient Amstrad. Tous les droits et marques d'Amstrad y avaient été transférées. Alan Sugar devient directeur de ce "nouvel" Amstrad.
Mais, fournissant de nombreux équipements de réception satellite à Sky, c'est cette activité qui a motivé l'OPA amicale de BSkyB en juillet 2007, à qui Amstrad écoulait deux tiers de ses ventes. Alan Sugar restera à la direction de l'entreprise jusqu'en 2008 et gardera 28 % de son capital jusqu'en juin 2008, date à laquelle il quitte l'entreprise. Cette dernière, contrairement à ses recommandations (il souhaitait qu'elle reste une division autonome de Sky) a été intégrée à sa maison mère et l'entreprise Amstrad en tant que telle a disparu en 2010. La marque Amstrad appartient quant à elle à Sky : Alan Sugar lorsqu'il a racheté ComTech M2M a voulu récupérer le nom Amstrad auprès de Sky mais n'a pas réussi : ComTech M2M - aujourd'hui l'un des leaders mondiaux de l'affichage digital pour SmartCities - s'est donc trouvé un autre nom : Amscreen.

## Anecdotes
Alain Juppé a été surnommé Amstrad dans un article de Christophe Barbier lors de la campagne pour l'élection présidentielle de 2017 en référence à sa carrière politique remplie d'échecs mais perdurant malgré tout.
Alan Sugar fut souvent critiqué par le magazine Hebdogiciel (années 1980) en raison de son opportunisme dans le secteur de la micro-informatique et du jeu vidéo.